# Fiat Bravo (2007)
De Fiat Bravo is een auto in de compacte middenklasse (C-segment) van autofabrikant Fiat. De auto werd in maart 2007 op het Autosalon in Genève geïntroduceerd als opvolger van de Fiat Stilo. De auto is vernoemd naar de voorganger van de Fiat Stilo, de Fiat Bravo/Brava-serie.
Omdat de rechten op de naam 'Bravo' in Australië en Nieuw-Zeeland bij Mazda liggen, heeft Fiat besloten om het model daar als Fiat Ritmo te verkopen. In Japan heet het model Bravissimo.

## Achtergrond
De Fiat Bravo werd door Fiat ontwikkeld als opvolger van de weinig succesvolle Fiat Stilo, die in het eerste jaar van introductie in Nederland een marktaandeel van 1,08% wist te halen maar daarna gestaag aan populariteit verloor.
De auto is een van de grootste auto's in zijn klasse: 4,34 meter lang, 1,79 meter breed en 1,49 meter hoog. Ook de bagageruimte van ongeveer 400 liter kan zich meten met de concurrentie.
De Fiat Bravo wordt gebouwd in Cassino, Italië waar ook de Alfa Romeo Giulietta en de Lancia Delta gemaakt worden.

## Uitvoeringen
De Fiat Bravo is in eerste uitsluitend leverbaar als vijfdeurs hatchback. Een stationwagon werd bij de introductie van de hatchback aangekondigd, maar is vanwege de economische crisis geschrapt.

## Motoren
Vanwege tegenvallende verkopen in Europa en Nederland heeft Fiat het gamma van de Bravo behoorlijk gekrompen. Het model is in Nederland nog maar met twee motoren leverbaar:
Benzine
- 1.4 Multiair 16v 140 S&S (in MyLife- en Sportuitvoering)

Diesel
- 1.6 Multijet 16v 105 (in MyLife-uitvoering)

In Italië zijn ook nog de volgende motoren leverbaar:
Benzine
- 1.4 16v 90 (in Pop uitvoering, ook met LPG als brandstof)
- 1.4 T-jet 16v 120 (in Easy-uitvoering)

Diesel
1.6 Multijet 16v 120 (in Easy-uitvoering, ook als halfautomaat-'Dualogic')